# Wolves (Band)
Wolves war eine Emocore-Band aus Amherst, Massachusetts / Vereinigte Staaten.

## Geschichte
Die beiden Gitarristen Tim Glowik und Brad Wallace, die zusammen das Gitarre-spielen erlernt hatten, gründeten die Band im Jahr 2000. Nach einigem Hin und Her bildete sich die Band um. Ein neuer Bassist gehörte nun zur Band und vervollständigte das Line-up, dass heute noch existiert. Außerdem wurde 2001 die erste Aufnahme mit der Screamo-Band Ampere veröffentlicht, in der Schlagzeuger Andy Skelly auch noch spielt. 2004 löste sich die Band auf.

## Stil
Die Band spielt einen typischen – wenngleich auch stärker dem Screamo zugeschriebenem – emotional Hardcore-Stil. Charakteristisch sind die Wechsel zwischen anklagend-melodischem und geschrienem und halbgeschrienem Gesang, zwischen ruhig und aufgebracht sowie sehr leise und laut. Prägend sind so vor allem die etwas chaotisch wirkenden Songstrukturen, die zwischen etwas weggetretenen Parts und brachialeren Explosionen wechseln.
Der Stil der Band wird beim Label Level Plane Records wie folgt beschrieben:

“At their best Wolves was a band firmly rooted in emo hardcore of the early to mid nineties, but had ambition to make their influences uniquely their own.”

## Diskografie

### EPs/Splits
- Split mit Ampere, 7″ (2001, Mogonono Records)
- Split mit Transistor Transistor, 12″/CD (Level Plane Records)
- Split mit Sinaloa, 7″ (Clean Plate Records)

### Alben
- Simulation.Transparency.Alienation, CD (Coalition Records)
- Art.Culture.Work, LP/CD (Coalition Records)